# 卡雷尔·沃赫拉利克
卡雷尔·沃赫拉利克（捷克語：Karel Vohralík，1945年2月22日—1998年10月17日），捷克男子冰球运动员，场上位置是后卫。他曾代表捷克斯洛伐克国家队参加1972年冬季奥林匹克运动会冰球比赛，获得一枚铜牌。